# Kőbányai Textilművek
A Kőbányai Textilművek budapesti textilipari létesítmény, amely különböző neveken 1904-től az 1990-es évekig működött. Épületeit 2019 körül elbontották.

## Története

### 1945-ig
Az üzem elődje 1904-ben nyílt meg a Gyömrői úton (a Magyar Radiátorgyár Rt. melletti területen) a Kammer Testvérek műhelyeként textiláruk szövésére, fehérítésére, festésére, és kikészítésére. A Kammer Testvérek a bécsi szövőiskola elvégzése után, európai és tengeren túli tanulmányút után alapították vállalatukat, majd 1906-ban – a Kereskedelmi Bank közreműködésével – részvénytársaságá alakították azt.
A főváros olyan feltételekkel adta a területet a Kammer testvérek birtokába, hogy öt éven belül 600 szövőszéket kötelesek felállítaniuk, és az első üzemév végéig 250, 3/4 részben magyar munkaerőt kell alkalmazniuk. Az előirányzott gépparkot teljesítették, A gyár 1906-ban kikészítő üzemmel bővítette profilját, perzselőgép üzemelt, keményítő- és mángorlógépeket vásároltak, megjelentek a széles és nyüstös gépek is (a mintás szövetek gyártására).
A Maglódi úton működő fonógyáregységet 1924-ben Liebieg cseh textilgyáros és a Hagenmacher Sörgyár közösen alapították. A vállalat a két világháború közötti időszakban nagy nehézségekkel küzdött, ezért 1942-ben beolvadt a győri Magyar Textilipar Rt.-be.
A Gyömrői úti gyár iparvágány-kapcsolattal rendelkezett a Budapest–Záhony-vasútvonal felé.

### A második világháború után
Az 1948-as államosításkor több kőbányai textilüzem összevonásával keletkezett Kőbányai Textilművek (a fonoda csatolása 1955-ben történt) gépparkját már tematikusan, típus szerint profilozták, így a szövöde főleg pamut alapanyagok szövésére volt alkalmas. A gyártás célterülete a külföldi értékesítés volt. A Szovjetunió mellett Mongólia, Ghána, Kongó, Vietnám, Szudán, Kanada, Kuvait, Ausztrália mellett Európa minden országába eljutottak a gyár termékei. Teljes vertikumú gyárként tartották számon, a fonodától a kikészítőig az összes munkafolyamatot elvégezte, gyáregységei voltak Keszthelyen (1969), Zalaegerszegen (1970), Mihályfán.
A külföldi piacok beszűkülése és a belföldi piac telítettsége a 60-as évek elején modellváltást, termékszerkezet átalakítást tett szükségessé. Magyarországon a pamutiparon belül elsőként a Kőbányai Textilművek dolgozta ki a szintetikus kevert fonalak gyártástechnológiáját. Elsősorban a poliészter és viszkóz szálak keverékével nagy mennyiségben állított elő fonalakat. Leghíresebb kevert szálú (67% poliészter – 33% viszkóz) szöveteik a Pádua és a Brioni márkanevű termékek voltak. A mai napig legismertebb termékeik a Nap szövet és női fehérneműnek is szánt Krisztina.
1970-ben Zalaegerszegen szövödét hozott létre, ahol egy év múlva már 140-en dolgoztak.
Termékei a Budapesti Nemzetközi Vásáron díjakat nyertek (például Szófia és André márkanevű szöveteivel), de 1967-ben Noël nevű cikkét a vásár nagydíjával jutalmazták. A hetvenes évek közepére a gyár termelése elérte a 30 millió métert évente. Kooperációban a nyugatnémet Kufner vállalattal kialakították a bevasalható köz- és gallérbélések gyáregységét, ahol az országban először a magas termelékenységű modern ruhagyári technológiák igényeit elégítették ki.

### A rendszerváltás után
1989-re a termelési gondok, a belföldi kereslet csökkenése és az importárak emelkedése miatt a gyárban súlyos, több, sokakat érintő súlyos megszorító intézkedésre került sor. Mintegy 560 ember végkielégítés nélkül került az utcára. Felszámolták a Maglódi úti fonodát, melynek helyére a DÉLKER raktára került, majd bezárták a keszthelyi telep cérnázó üzemét, végül a mihályfai telepet is. 1990. január 1-jén a négyezer fős munkavállalói létszám 1720 főre zsugorodott. A munkásszálló eladásával 320 fő került gyakorlatilag utcára.
A gyárban 1990-ben 51,5%-os tulajdoni hányaddal szerzett többséget a Cotonificio Cantoni, egy 1828 és 2004 között működő textilipari vállalat, amely hosszú ideig Olaszország legnagyobb pamutipari vállalata volt. Ekkor alakult meg a Cantoni Kőbányai Textil Kft. Az olasz cég ígéretet tett 420 millió forintos gépfelújításra, ami a Kőbányai Textilművek akkori értékének felelt meg.

### Elbontása
A gyár 2009-ben leégett, és a Cantoni kivonult Magyarországról.
Később a Google kamera felvételei szerint 2019 körül – régóta használaton kívül álló iparvágányával – együtt elbontották. Helyére a Bosch épített üzemet (Bosch Budapest Innovációs Kampusz).
A telep szélén szolgálati lakásokat építettek. A Gyömrői úti oldalon fekvő épületet 1923-ban Quittner Ervin tervezte. A Vaspálya utcai oldalon fekvő lakóház tervezője jelenleg nem ismert. Mindkét épületet a gyárral együtt elbontották.

## Képtár

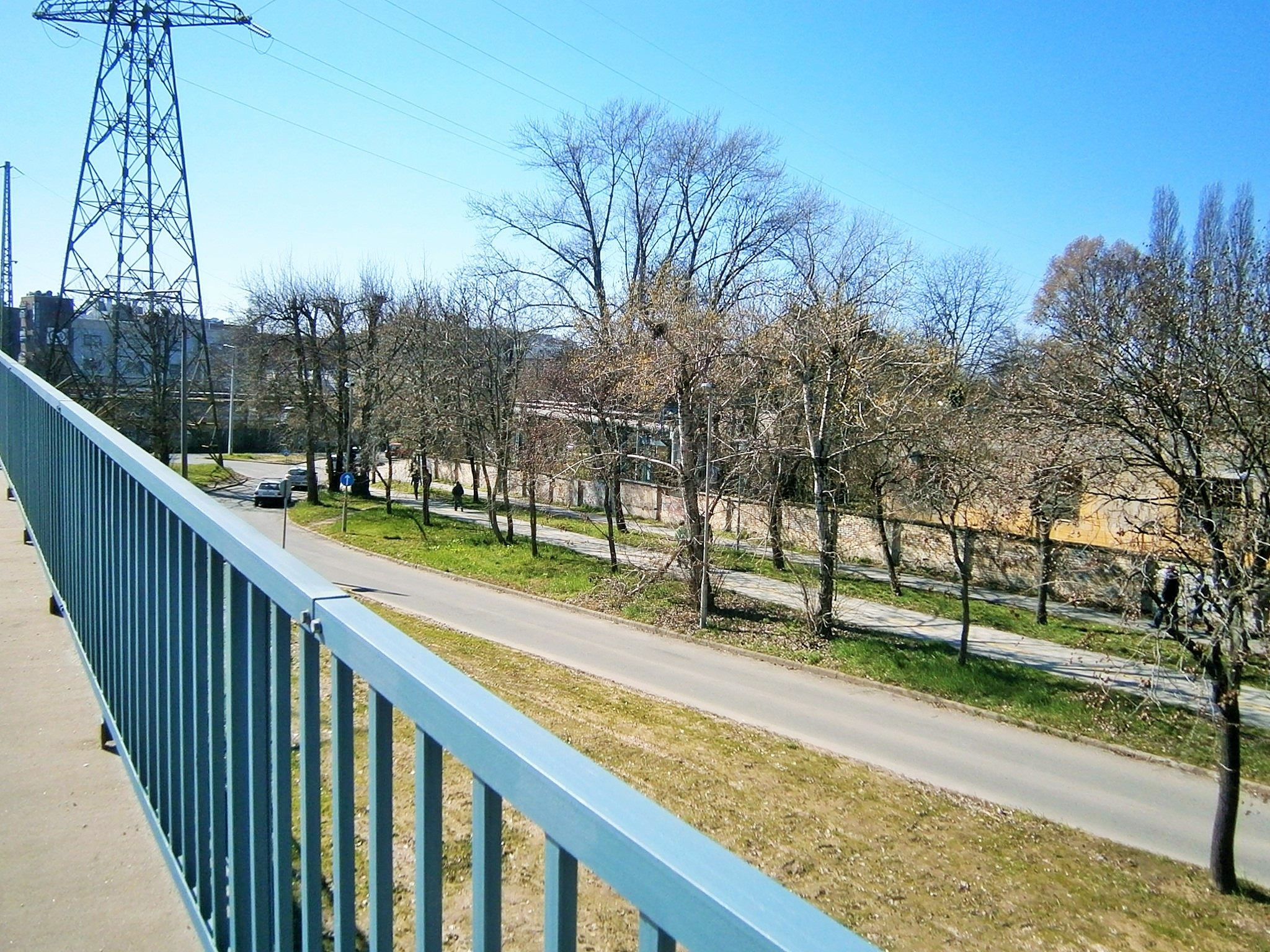
A gyár területe elbontása előtt, 2016-ban
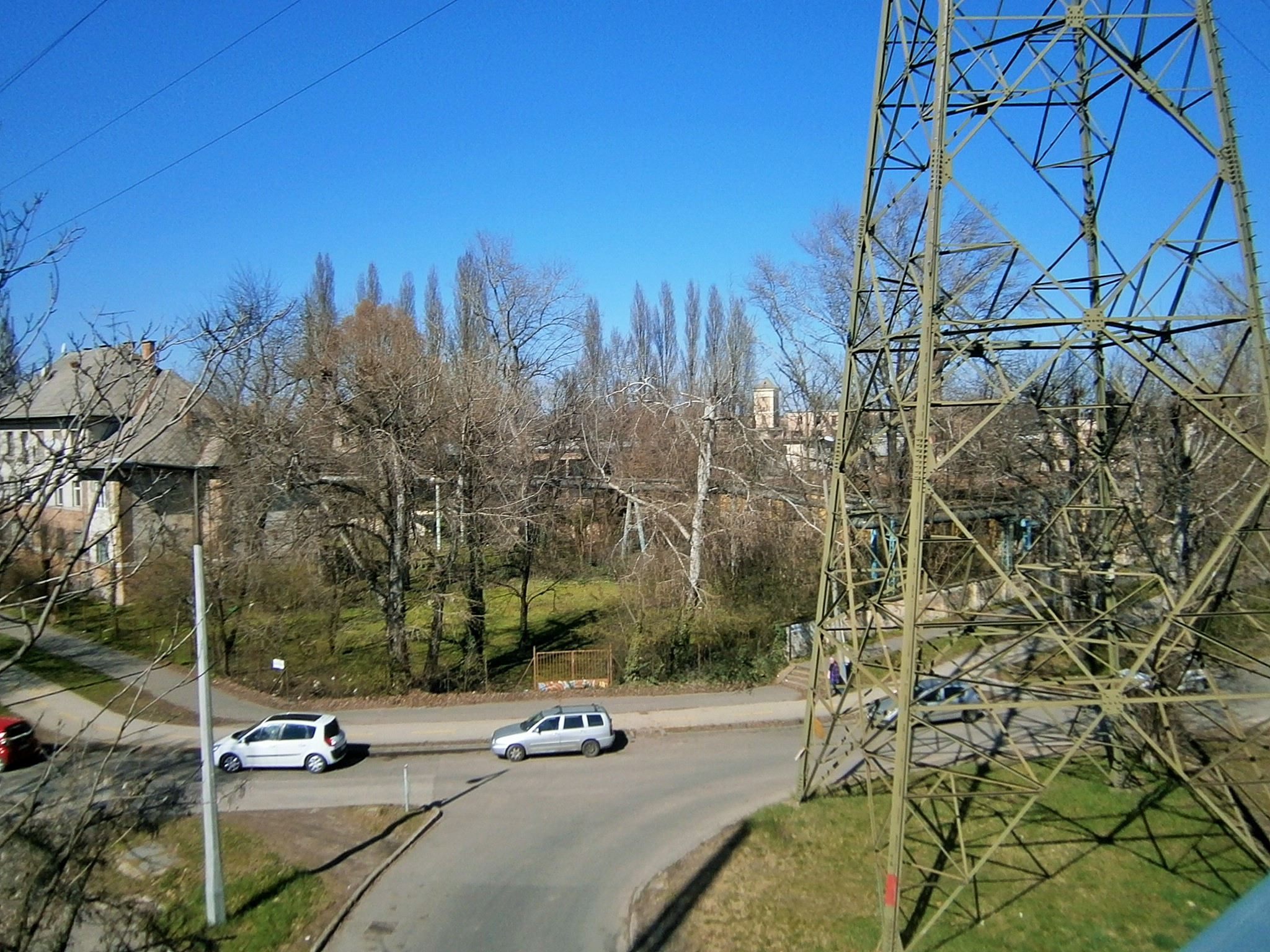
A gyár területe elbontása előtt, 2016-ban
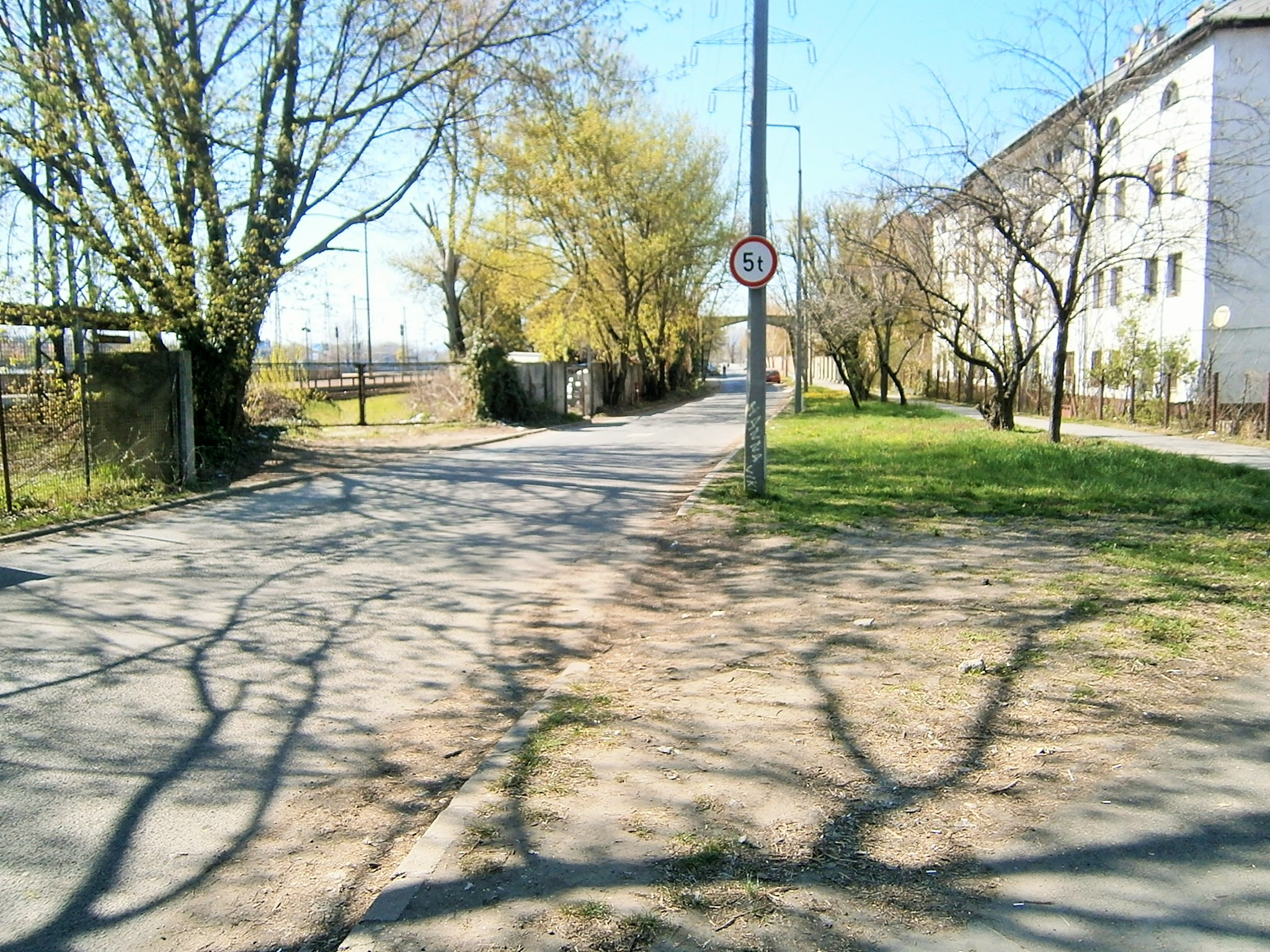
A Kőbányai Textilművekbe vezető iparvágány helye (2019)
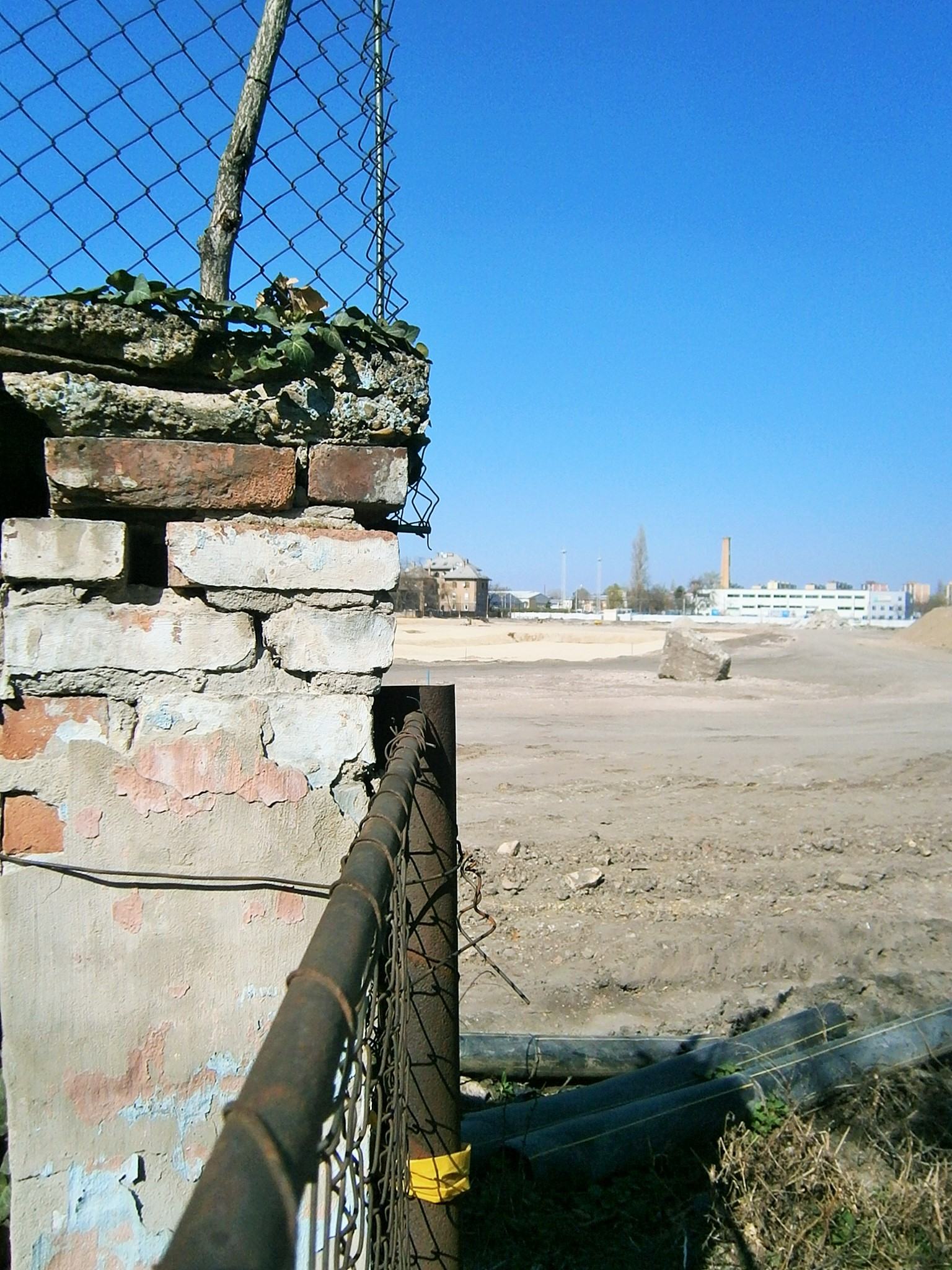
A már elbontott, de még eredeti falakkal körülvett telep (2019)
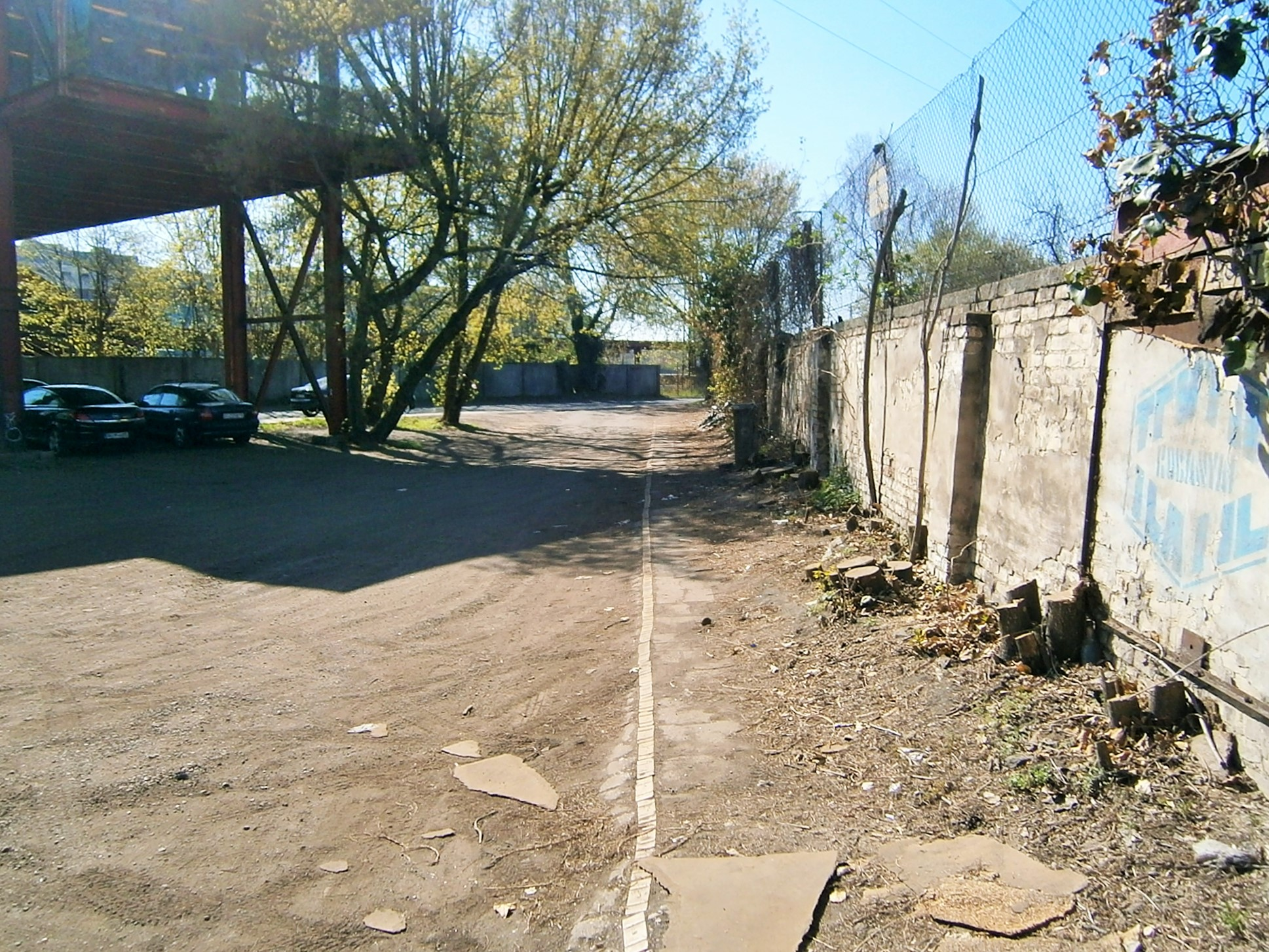
A már elbontott, de még eredeti falakkal körülvett telep (2019)